# Ханкидо
Ханкидо — стиль боевого искусства, разработанный Мен Чжэ Намом с использованием круговых плавных движений, позаимствованным создателем стиля Мен Чжэ Нама в традиционном корейском танце. Мен Чже Нам учился хапкидо у Грандмастера Джи Хан Дже, затем увлекся айкидо и со временем стал президентом Федерации айкидо Кореи. Ханкидо можно назвать компиляцией хапкидо и айкидо.
| Hangul               | 한기도  |
| Hanja                | 韓氣道  |
| Revised Romanization | Hangido |
| McCune-Reischauer    | Hankido |

## Этимология
Название ханкидо это смесь названия Хангук (корейское название Южной Кореи) и хапкидо. Получившееся слово ханкидо часто пишется с Хань в Старокорейском языке, где буква «А» (ㅏ) пишется как Арае-а, что выглядит как точка. Ханкидо стремится быть корейским боевым искусством для корейского народа и от корейцев, доступным для всех. Точное происхождение хапкидо, от которого происходит ханкидо, является одним из многих японско-корейских споров, так как существует сильная связь с японским боевым искусством айкидо. «Айкидо» всегда пишется на иероглифах, которые похожи на ханджа.
Слово ханкидо на самом деле состоит из трех различных ханджа:
Хань (한 / 韓): Корея, корейская культура и менталитет (см. названия Кореи).

## История
Ханкидо-это относительно новый стиль хапкидо, разработанный Мен Чжэ Нам. Мен Чжэ Нам изучал традиционное хапкидо, которое легло в основу этого нового искусства. Мен Чжэ Нам начал развитие того, что мы теперь знаем как ханкидо в 1980-х гг. Этот новый стиль хапкидо можно узнать по его элегантным, круговым движениям, которые практикующий ханкидо использует, чтобы получить контроль над своим противником. Конечно, это отчасти потому, что ханкидо имеет свои корни отчасти в хапкидо, но также и потому, что Мен Чжэ Нам, который был талантливым танцором, смешал технику с традиционным корейским танцем. Эта часть ханкидо называется: Му ЯЭ До Буб (무예도법).
Ханкидо впервые было официально введено во время 1-х Международных игр H. K. D в Сеуле, Южная Корея. Развитие ханкидо на этом не остановилось, и в последующие годы после его введения ханкидо утратило некоторые свои острые грани. В 1993 году торговая марка IHF впервые обозначила имя ханкидо как в хангыле, так и в хандже, написанном в Южной Корее.

## Хапкидо и ханкидо
Ханкидо подчеркивает использование трех принципов: Вон (圓), Ю (流) и Хва (和), а также использование силы мягкости.
Чтобы дать практикующему ханкидо больше понимания этих принципов, есть три упражнения, которые они могут практиковать (Сэм Дэ Волли (삼대원리)). Упражнение, представляющее «принцип круга», называется Чжон Хван Буб (전환법). Упражнение «принципа потока» называется Янг Ню Буб (역류법), а последнее упражнение, представляющее «принцип сердца», называется Шим Хва Буб (심화법). Это последнее упражнение также называется «гребным упражнением».

## Методы
Еще один уникальный аспект ханкидо состоит в том, что он состоит из двенадцати основных приемов самообороны (Хо шин ки, 호신기), которые связаны с 24 дыхательными техниками: двенадцать для защитника называются «техниками неба» (Чунь Ки Буб, 천기법, 天 天) и двенадцать для нападающего называются «техниками земли» (Цзи Ки Буб, 지기법, 地 地). Небо и Земля являются противоположностями друг друга и, таким образом, напоминают корейские Ум (Инь по-китайски) и Ян.
В ханкидо есть нечто большее, чем просто эти техники двенадцати кругов, но они образуют стабильную основу для каждого практикующего ханкидо.

## Учебный план
Существует восемь дисциплин (направлений), в которых преподается ханкидо.
1. Хо Шин До Буп (самооборона)
2. МОО вы УМБ (спиннинг техника)
3. Су Джок до Буп (ударные приемы)
4. Кьюк Ки До Буп (техника спарринга)
5. Ки Хап до Буп (ki-методы разработки)
6. Бен Сооль Делать УМБ (Оружие)
7. Су Чим до Буп (использование точек давления)
8. Хван Санг до Буп (визуализация и дыхательные упражнения)

И двенадцать методов самообороны, на которых построена учебная программа ханкидо::
1. Кван Джул Ки Буб- 관절기법 (техника артикуляции)
2. Чи Ки Буб- 치기법 (поглаживание)
3. Сиб Джа Ки Буб 십자기법 / 十자기법 (перекрестные захваты/ магнитный метод)
4. Нэ Ви Ки Буб — 내외기법 / 內外기법 (техника внутри и снаружи)
5. Киео Ранг Ки Буб — 겨랑기법 (подмышечная техника)
6. МОК Кама Буб — 목감아법 (горловые техники)
7. МОК Кеокки Буб — 목꺾기법 (горловые захваты)
8. О Кае Ту Буб-어깨투법 (плечом к плечу)
9. Чжун Пал Тоже Буб- 중팔투법 (одна рука)
10. Хвае Чон Ту Буб — 회전투법 (вращение)
11. Пал МОК Ки Буб- 팔목기법 («манжетная» техника)
12. Пал Бэ Ки Буб-пал Буб — 팔배기법 (работа руками)

## Развитие
После смерти Мен Чжэ Нама развитие ханкидо контролировалось Фондом Джанам Мусул вон.
Существует несколько международных и корейских инициатив по распространению искусства ханкидо. Наиболее известен своими усилиями в этом направлении мастер Ко Бэк Ен из Международного учебного центра Санг му Кван.